# Adrian Radley
Adrian Radley (2 de abril de 1976) es un deportista australiano que compitió en natación. Ganó tres medallas en el Campeonato Mundial de Natación en Piscina Corta, en los años 1995 y 1997.

## Palmarés internacional
| Campeonato Mundial en Piscina Corta | Campeonato Mundial en Piscina Corta | Campeonato Mundial en Piscina Corta | Campeonato Mundial en Piscina Corta |
| Año                                 | Lugar                               | Medalla                             | Prueba                              |
| ----------------------------------- | ----------------------------------- | ----------------------------------- | ----------------------------------- |
| 1995                                | Río de Janeiro (Brasil)             | Medalla de plata                    | 4 × 100 m estilos                   |
| 1997                                | Gotemburgo (Suecia)                 | Medalla de oro                      | 4 × 100 m estilos                   |
| 1997                                | Gotemburgo (Suecia)                 | Medalla de bronce                   | 100 m espalda                       |